# Henicophaps
Henicophaps is een geslacht van vogels uit de familie duiven (Columbidae).

## Soorten
Het geslacht kent de volgende twee soorten:
- Henicophaps albifrons – Zwarte bronsvleugelduif
- Henicophaps foersteri – New-Britainbronsvleugelduif